# گال طوقه

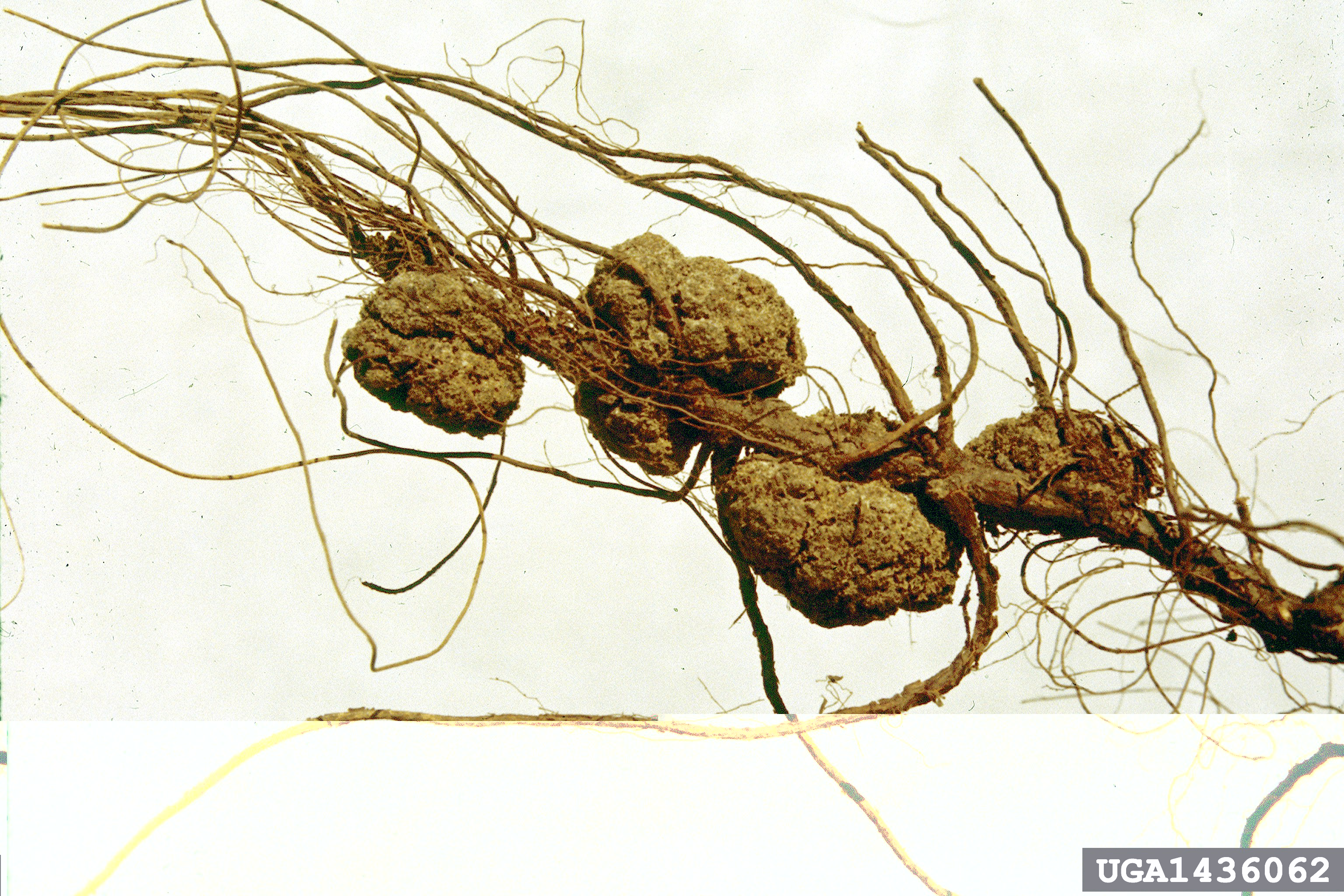
گال در ریشهٔ درخت

گال طوقه (به انگلیسی: Crown Gall) نامی یکی از بیماری‌های گیاهان است. در این بیماری برجستگی گردی به نام گال به قطر چند میلی‌متر تا ۱۵ سانتیمتر در محل یقه یا روی ریشه و بیشتر در محل زخم‌های هرس و گاهی هم روی تنه تشکیل می‌شود. از علائم بعدی می‌توان به رشد یک طرفهٔ ریشه، ضعیف بودن سیستم ریشه‌ها و تیرگی بافت‌های تنه در نزدیکی گال‌ها اشاره کرد. این بیماری به گیاهان علفی و چوبی حمله می‌کند و در خزانه‌ها و باغ‌های میوهٔ سراسر جهان شیوع دارد.

## عامل بیماری
عامل بیماری یک باکتری به نام اگروباکتریوم تومه‌فاسینس، (نام علمی: Agrobacterium tumefaciens) است.

## چرخهٔ بیماری
تشکیل گال وقتی اتفاق می‌افتد که قسمتی از ماده ژنتیکی باکتریایی به نام (T-DNA) از باکتری جدا شده و داخل کروموزوم سلول گیاهی شود. (T-DNA) موجب تولید بیش از اندازه هورمون گیاهی می‌شود. سنتز هورمون به صورت کنترل نشده، سلول‌های گیاهی را تحریک به تقسیم، بزرگ شدن سلولها و تشکیل گال می‌کند. گاهی عامل بیماری از گال خارج می‌شود و ریشه‌های سالم یا خاک اطراف را آلوده می‌کند. باکتری از این ریشه‌ها یا خاک‌های آلوده به سهولت از راه‌های مختلف منتشر می‌شوند.
کنترل بیماری:
۱- حذف همه نهال‌های دارای علائم بیماری در خزانه.
۲- استفاده از پیوند جوانه بجای استفاده از پیوند چوب.
۳- انتخاب پایه‌هایی با حساسیت کم نسبت به این بیماری.
۴- عدم کاشت گیاه به‌مدت ۴ یا ۵ سال در خاک‌های آلوده به این باکتری.
۵- زهکشی خوب خاک